# Cansel Kiziltepe

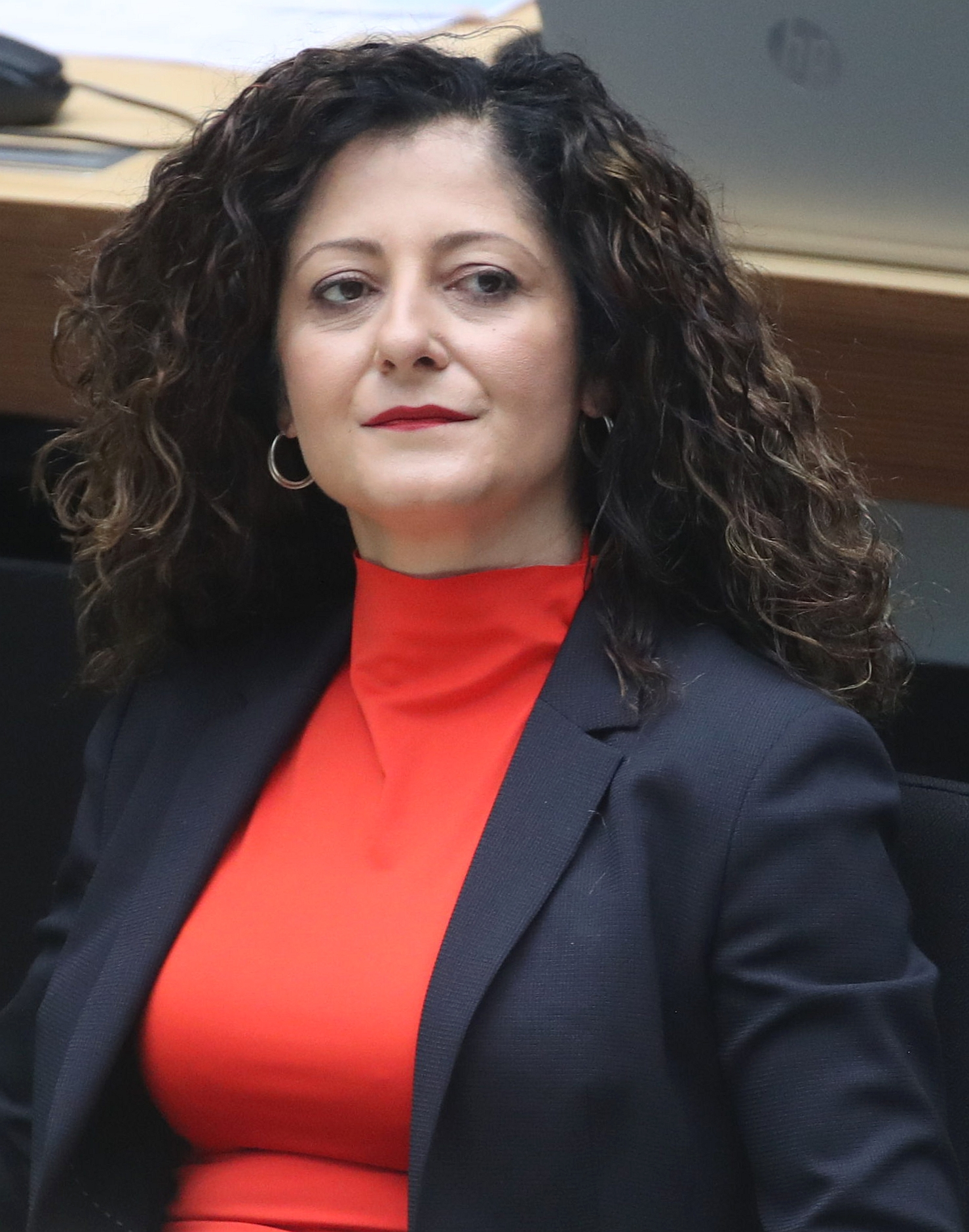
Cansel Kiziltepe (2025)

Cansel Kiziltepe (* 8. Oktober 1975 in West-Berlin) ist eine deutsche Politikerin (SPD). Sie ist seit April 2023 Berliner Senatorin für Arbeit, Soziales, Gleichstellung, Integration, Vielfalt und Antidiskriminierung im Senat Wegner.
Von 2013 bis 2023 war sie Mitglied des Deutschen Bundestages und von Dezember 2021 bis April 2023 Parlamentarische Staatssekretärin bei der Bundesministerin für Wohnen, Stadtentwicklung und Bauwesen.

## Leben
Cansel Kiziltepe besuchte von 1982 bis 1988 die Kurt-Schumacher-Grundschule sowie von 1988 bis 1995 das Hermann-Hesse-Gymnasium in Berlin. Nach dem Abitur studierte sie an der Technischen Universität Berlin und machte im Jahr 2001 ihren Abschluss als Diplom-Volkswirtin. Anschließend war sie für den Deutschen Gewerkschaftsbund und das Deutsche Institut für Wirtschaftsforschung tätig, außerdem als Dozentin für Wirtschaftspolitik an der Berufsakademie Berlin. Von 2005 bis 2012 war Cansel Kiziltepe persönliche Referentin bei dem Bundestagsabgeordneten Ottmar Schreiner. Zuletzt arbeitete sie für die Volkswagen AG und war im Stab des Arbeitsdirektors zuständig für volkswirtschaftliche Analysen.
Cansel Kiziltepe ist verheiratet und hat zwei Kinder. Ihre Eltern kamen in den 1960er-Jahren aus der Türkei nach Deutschland.
Cansel Kiziltepe ist Mitglied in der IG Metall, der Arbeiterwohlfahrt, im Berliner Mieterverein, im Verein Möckernkiez und Kuratoriumsmitglied der Berliner Krebsgesellschaft und der Deutschen Bundesstiftung Umwelt.

## Politik
Seit 2005 ist Cansel Kiziltepe Mitglied der SPD. Bei der Bundestagswahl 2013 kandidierte sie in dem Wahlkreis Berlin-Friedrichshain – Kreuzberg – Prenzlauer Berg Ost und konnte im Vergleich zu der Wahl 2009 das Ergebnis der Erststimmen von 16,7 % auf 18,0 % und das Ergebnis der Zweitstimmen von 20,2 % auf 24,0 % verbessern. Über Platz fünf der Landesliste der Berliner SPD zog sie in den Deutschen Bundestag ein. Im Wahlkampf sprach sie sich für eine Öffnung der SPD zur Partei Die Linke aus. Seit Juni 2022 ist sie stellvertretende Landesvorsitzende der SPD Berlin.
Im 19. Deutschen Bundestag war Cansel Kiziltepe Mitglied im Finanzausschuss und ab September 2015 stellvertretende finanzpolitische Sprecherin der SPD-Bundestagsfraktion. Zudem gehörte sie dem Sportausschuss sowie dem Wirecard-Untersuchungsausschuss an.
Kiziltepe ist seit August 2015 Geschäftsführerin des Projekts „Steuermythen“, sie ist auch Eigentümerin der Domain steuermythen.de. Dieses Projekt wird von SPD-Bundestagsabgeordneten getragen und hat den Anspruch, auf wissenschaftlicher Basis die steuerpolitische Debatte in Deutschland zu öffnen und zu versachlichen.
Bei der Bundestagswahl 2017 sank ihr Anteil bei den Erststimmen um einen Prozentpunkt auf 16,9 % und das Ergebnis der Zweitstimmen um 8,1 Prozentpunkte auf 15,9 %. Auch bei der Bundestagswahl 2021 konnte sie erneut in den Bundestag einziehen.
Vom 8. Dezember 2021 bis 27. April 2023 war sie Parlamentarische Staatssekretärin bei der Bundesministerin für Wohnen, Stadtentwicklung und Bauwesen, Klara Geywitz. Seit April 2022 ist sie Bundesvorsitzende der Arbeitsgemeinschaft für Arbeit in der SPD (AfA).
Seit dem 27. April 2023 ist sie Senatorin für Arbeit, Soziales, Gleichstellung, Integration, Vielfalt und Antidiskriminierung in Berlin im Senat Wegner. Mit Ablauf des 15. Mai 2023 legte sie ihr Bundestagsmandat nieder. Für sie rückte Ana-Maria Trăsnea in den Bundestag nach.
Am 23. April 2025 bezeichnete Kiziltepe das von Elon Musk entwickelte Auto Tesla, das in Brandenburg hergestellt wird, in einem Post auf der Plattform X unter Bezugnahme auf die im Vergleich zu anderen E-Autoherstellern sinkenden Absatzzahlen bei Tesla im Zusammenhang mit der politischen Rolle von Musk in der Regierung des amerikanischen Präsidenten Donald Trump als „Nazi-Auto“, was parteiübergreifende Kritik auslöste, auch SPD-Parteifreunde zeigten sich über den Vergleich empört.

## Internationale Bekanntheit
Durch seinen Le-Monde-Artikel Mme Kiziltepe, candidate issue de l’immigration (dt. „Frau Kiziltepe, Kandidatin, die aus der Immigration stammt“) stellte Frédéric Lemaître die spätere Bundestagesabgeordnete schon vor der Bundestagswahl 2013 dem frankophonen Publikum vor. Sie wurde von Lemaître als Kandidatin vorgestellt, die sich insbesondere für Chancengerechtigkeit und den Mindestlohn einsetzen wollte.

## Veröffentlichungen
- mit Ottmar Schreiner: Arm im Alter. Warum wir eine solidarische Bürgerrente brauchen. In: Blätter für deutsche und internationale Politik. Band 10, 2011 (blaetter.de [abgerufen am 7. Dezember 2021]).
- mit Markus Grabka u. a.: Wirtschaftspolitik neu denken! Perspektiven für eine sozialdemokratische Wirtschaftspolitik. In: Zeitschrift für sozialistische Politik und Wirtschaft. 5. März 2010 (spw.de [PDF; 167 kB; abgerufen am 7. Dezember 2021]).